# 大垣銀行
大垣銀行（おおがきぎんこう）は、明治期から大正期にかけて存在した私立銀行。本店所在地は岐阜県大垣市。
1882年（明治15年）に、岐阜県大垣市を本店に設立。1893年（明治26年）株式会社組織に変更。1918年（大正7年）に愛知銀行（東海銀行の前身の一つ）に営業譲渡し、歴史の幕を閉じた。

## 沿革
- 1882年（明治15年）6月21日：設立
- 1882年（明治15年）7月15日：開業
- 1893年（明治26年）7月1日：株式会社組織に変更
- 1918年（大正7年）5月27日：愛知銀行に営業譲渡
- 1918年（大正7年）6月25日：解散

## 営業譲渡時の店舗など
- 本店
  - 岐阜県大垣市郭町105番地
    - 愛知銀行への営業譲渡後は同行大垣支店。東海銀行設立後は同行大垣支店。
- 支店（なし）
- 頭取：松原芳太郎
- 資本金：20万円（払込済12万5千円）